# 四所神社 (徳島市)
四所神社（ししょじんじゃ）は、徳島県徳島市にある神社である。とくしま市民遺産選定。

## 概要
四所神社の起源は大同2年（807年）と云われている（詳細は伝承で）。徳島市中五社のひとつ。
古くは四所明神・四所大明神と称し、現在でも福島の明神さんとして親しまれている。
「四所神社には蛇が住んでいる」という言い伝えがあったが、その詳細を知る人はおらず、伝承が失われる寸前であった。近年発見された古文書から、出雲大社の御神宝、龍蛇神が二体祀られていることが発覚した。
天明8年（1788年）、出雲大社から徳島藩へ龍蛇神が納められた。徳島藩はこれを畏み、四所神社に納めた。以後は参勤交代の際に、藩主が乗る御座船に祀って御祈祷を行った。
その2年後の寛政2年（1790年）、阿波水軍総大将の森甚五兵衛が、出雲から持ち帰った龍蛇神を四所神社に納めた。以前藩主から納められた龍蛇神は男で、この度のものは女であることから、夫婦が揃いまことに不思議なことだ、と『続阿波国徴古雑抄』に記されている。
これを受けて、令和6年（2024年）には龍蛇神祭が斎行された。
神社前にはこの地で育った小説家・海野十三文学碑が建てられている。海部ハナゆかりの神社としても知られる。

## 祭事
- 1月1日 - 歳日祭
- 5月15日 - 太々神楽祭
- 7月8日・7月9日 - 夏祭
- 10月27日・10月28日 - 秋祭（船だんじり）

## 境内
- 天神社
- 醫王神社
- ふくろうの樹 - 徳島市指定保存樹木第一号の松（1974年（昭和49年）12月11日に指定）
- 神社前には小説家・海野十三文学碑が建てられ、周辺には東照寺・慈光寺等の寺院がある。

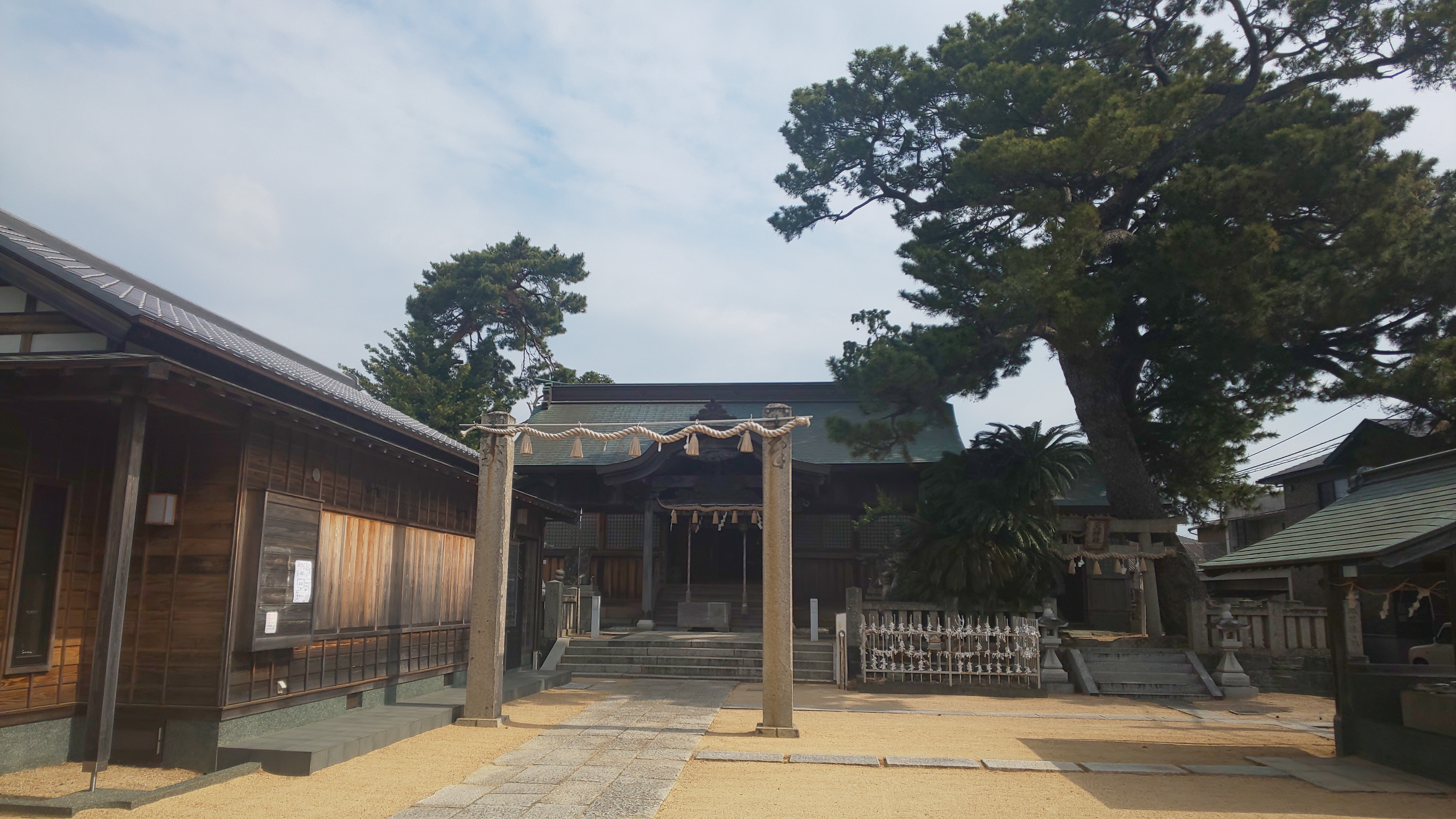
四所神社の境内の様子
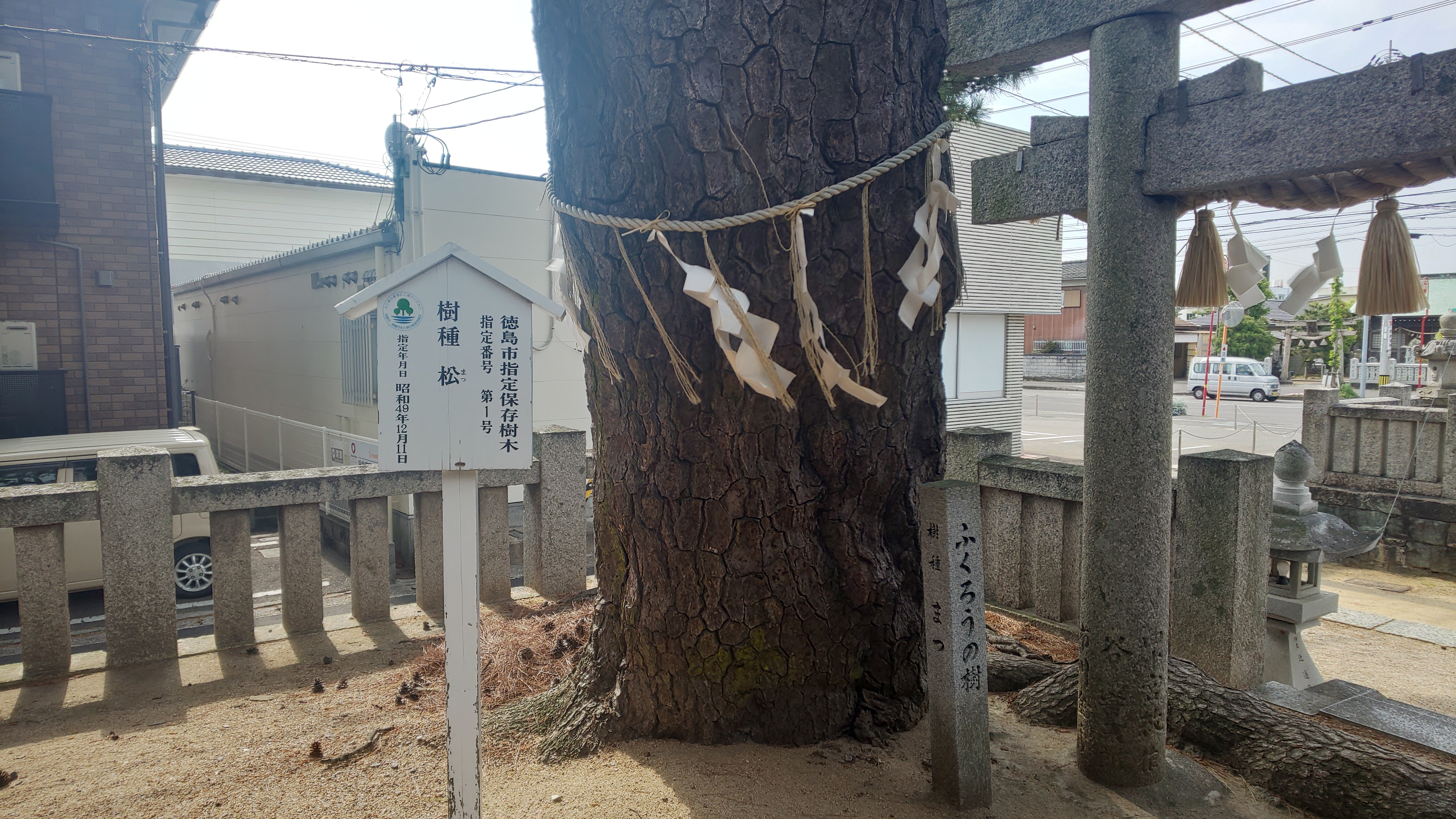
ふくろうの樹
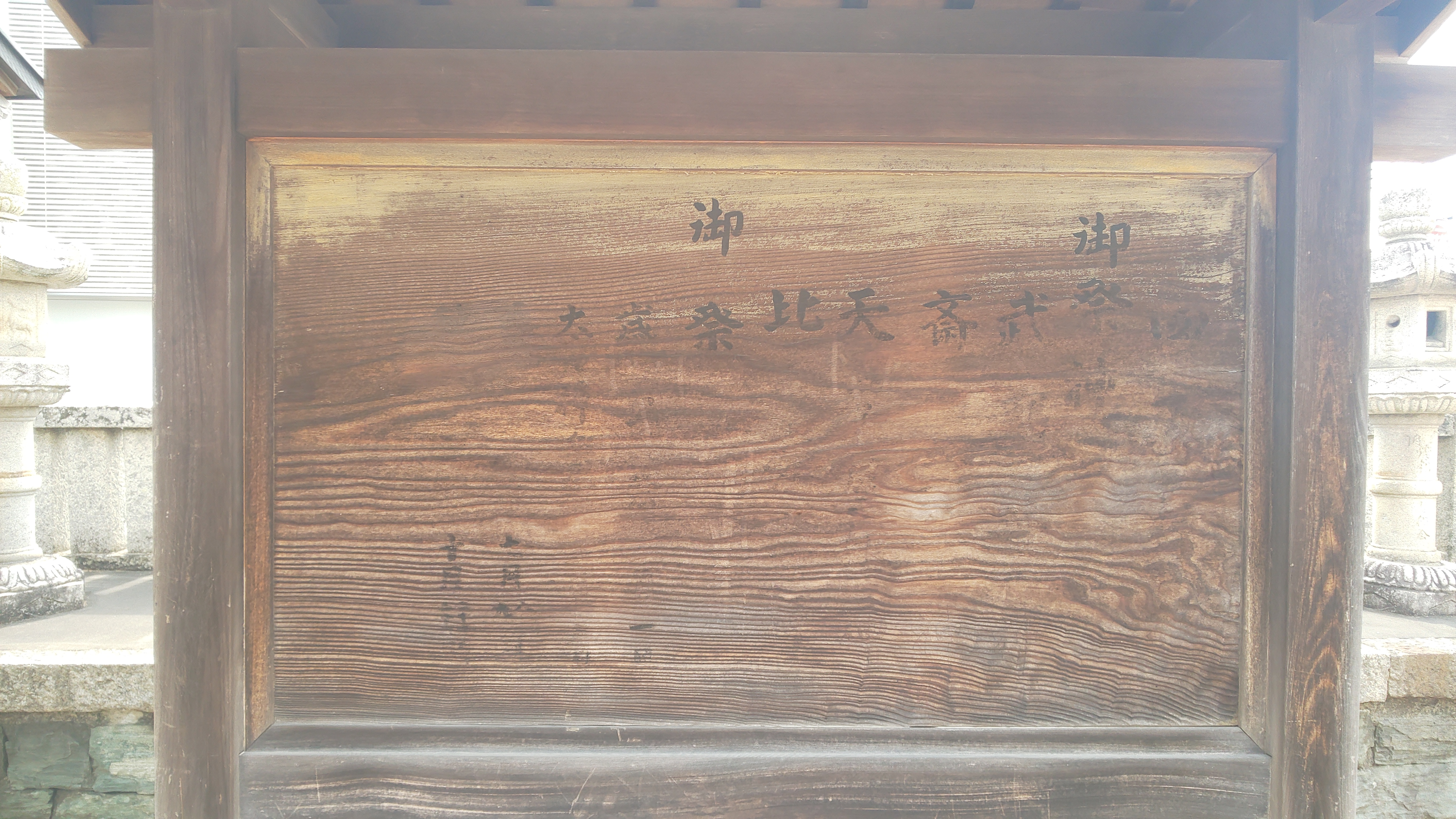
四所神社の案内番
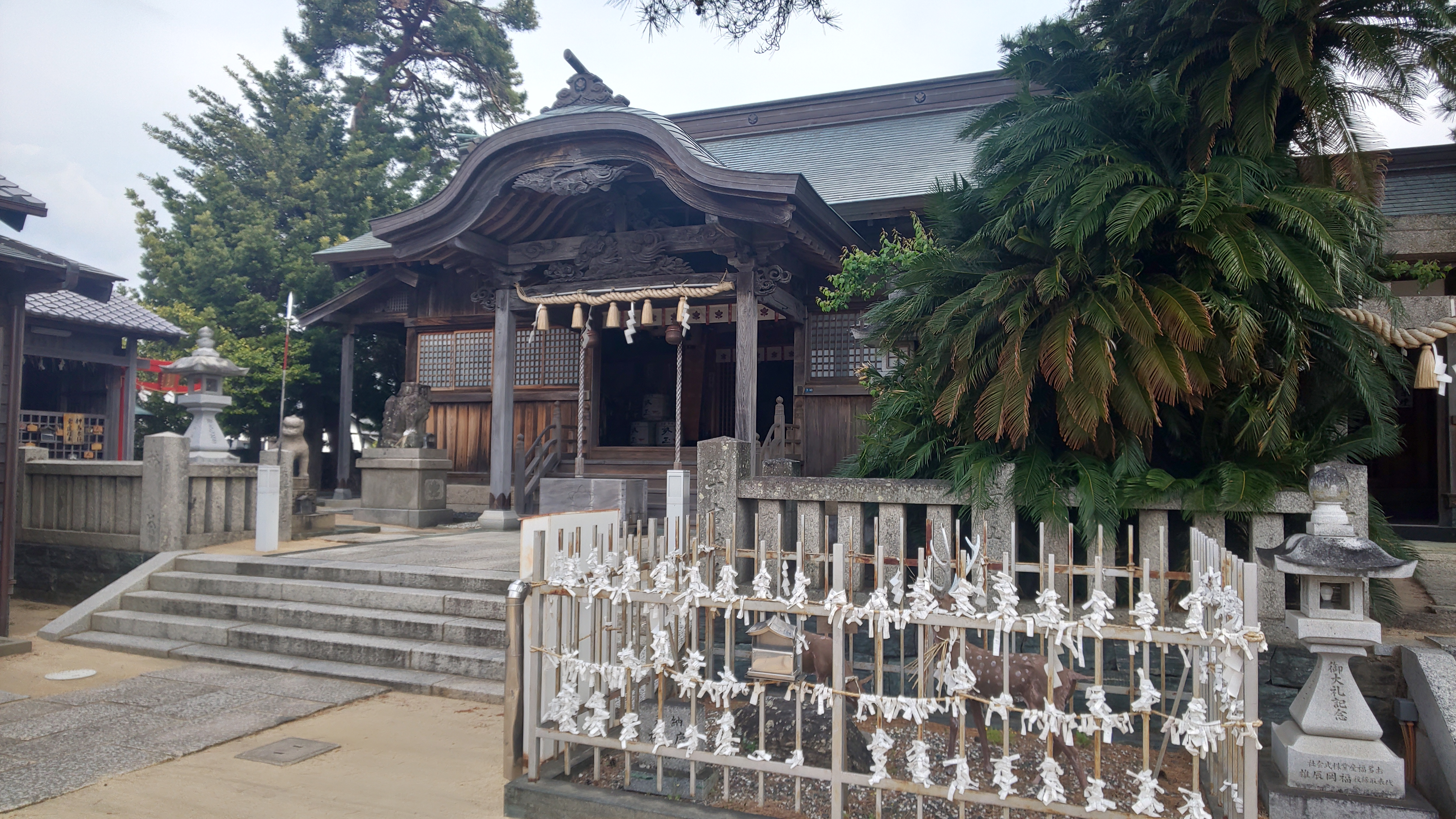
四所神社の本殿
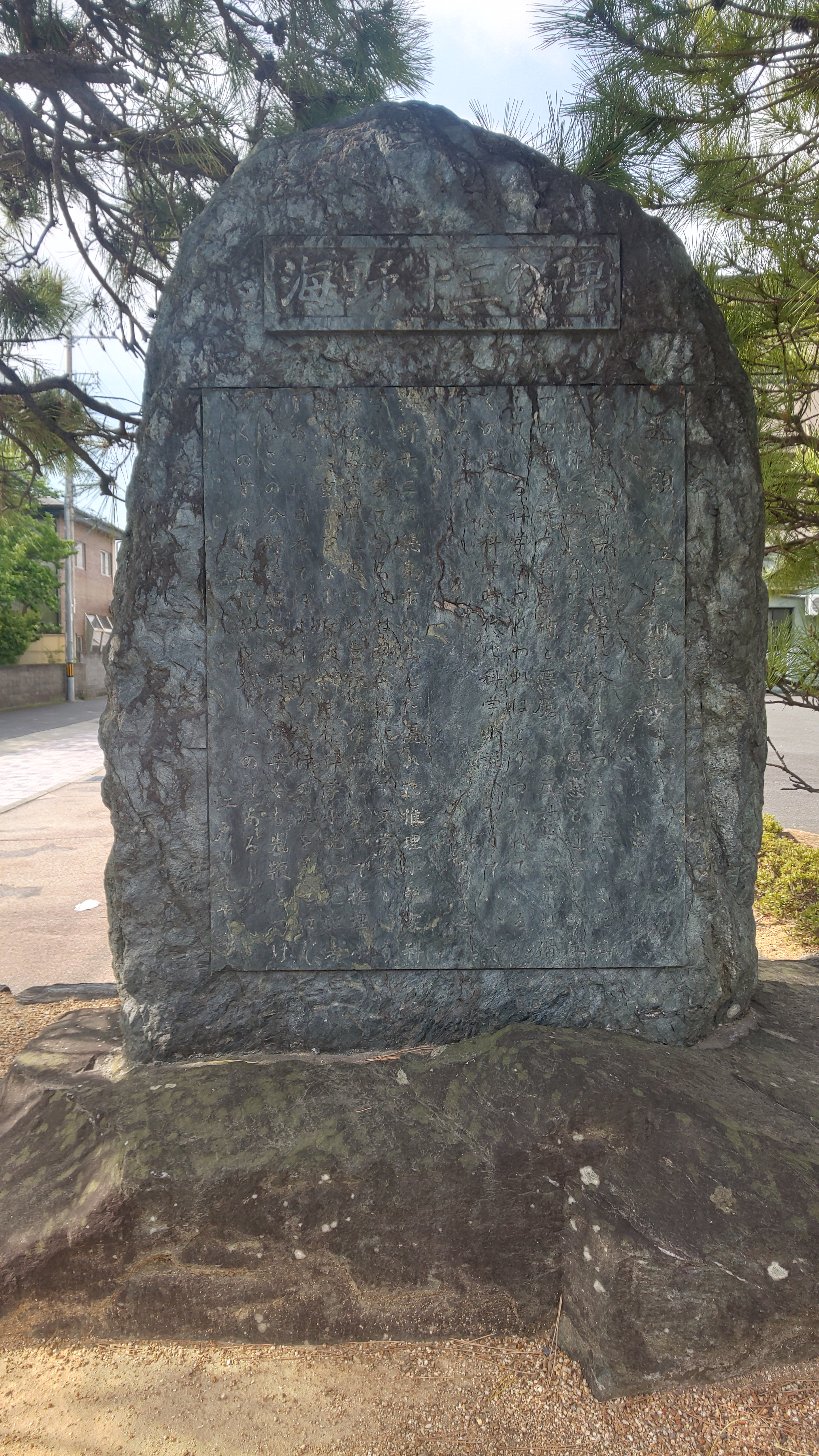
四所神社にある海野十三の碑（表）
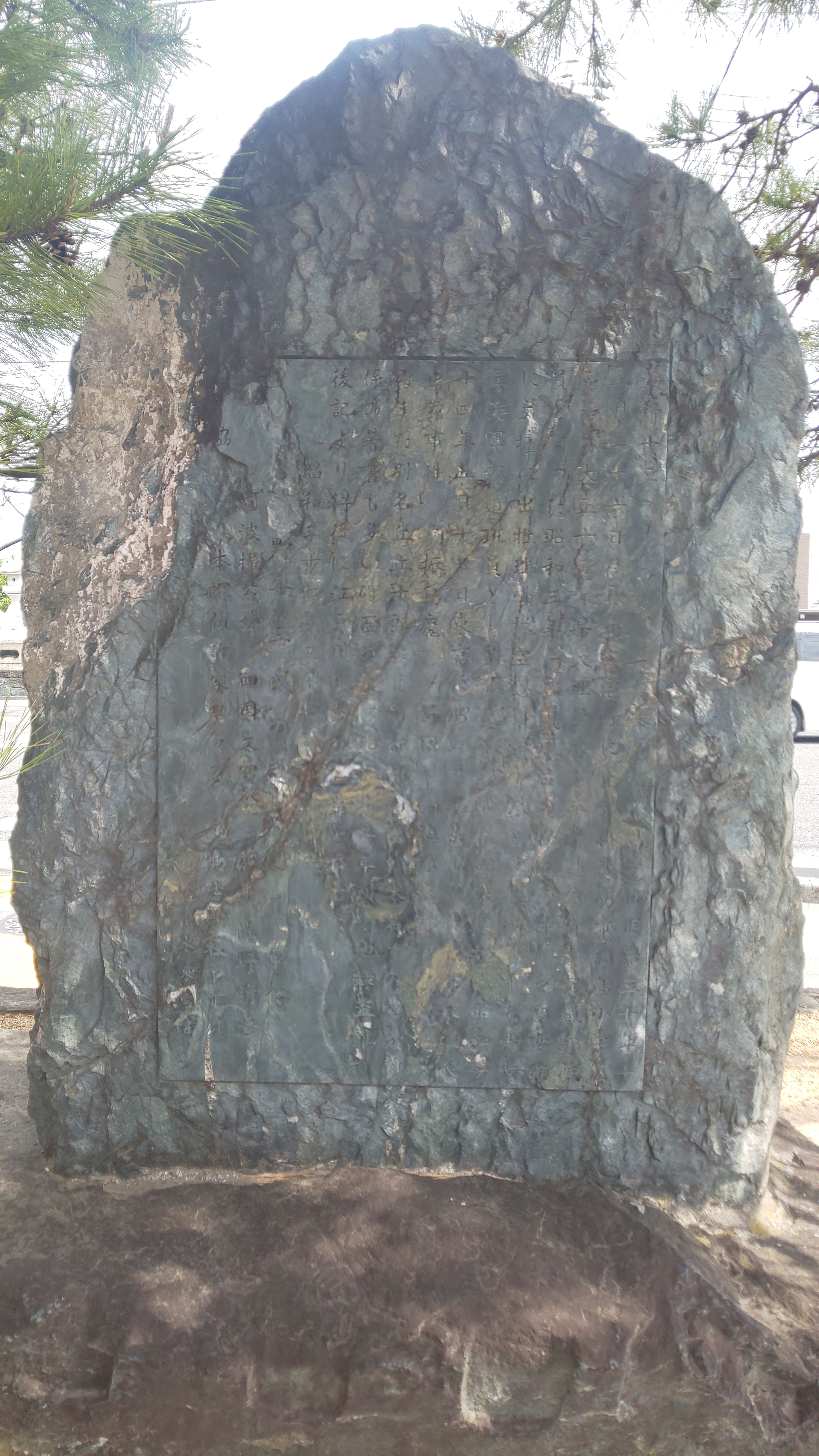
四所神社にある海野十三の碑（裏）

## 伝承
昔、徳島市津田町の沖合に亀島と呼ばれる島が存在し、島内にある祠には二頭のシカが飾られていた。ここに毎日お参りに訪れていた老夫婦の夢に神様が現れ、「シカの目が赤くなったら島が沈むので、シカを連れて逃げなさい」と言った。この話を聞いた若者がいたずらでシカの目を赤く塗った為、老夫婦は急いでシカを船に乗せて逃げた。しかしその晩、本当に大津波が島を襲い島は沈んでしまった。その後、老夫婦は自分たちを救ってくれたのはシカのおかげだと思い、シカを神社に祀ったのが四所神社の起こりだと云われている。

## 市中五社
- 春日神社 - 徳島市眉山町大滝山
- 諏訪神社 - 徳島市南佐古三番町
- 八幡神社 - 徳島市伊賀町
- 金刀比羅神社 - 徳島市勢見町

## 交通
- JR徳島駅より車で約5分。
- 徳島市営バス沖洲・南海フェリー前行き「福島明神前」下車すぐ。